# Тренделазький театр
Тренделазький театр (норв. Trøndelag Teater) — великий театр у місті Тронхейм, у графстві Тренделаг, Норвегія .
Тренделазький Театр влаштовує масштабні танцювальні та музичні вистави.

## історія
Побудований у 1816 році, театр є найстарішою сценою в Скандинавії, яка постійно використовується. Спочатку театр використовувався місцевим аматорським театром, а потім мандрівними данськими театральними компаніями, деякі з яких використовували його як постійний театр, наприклад Йохан Конрад Хуушер (1829—1831), Карл Вільгельм Орламундт (1831—1834), Якоб Майсон (1836—1839) і Густав Вільгельм Зельмер (1839—1848).
Між 1861 і 1865 роками тут розміщувався перший постійний театр норвезької мови в місті, Театр Тронд'ємса . Між 1865 і 1911 роками його знову використовували мандрівні театральні компанії. У 1911 році з ініціативи Сверре Брандта був заснований постійний театр. Закрито в 1926 році.
Норвезький актор і театральний режисер Генрі Гледич очолив Тренделазький Театр у 1937 році. Його сатиричний стиль провокував владу німецької окупації Норвегії під час Другої світової війни. Генрі Гледич був страчений у 1942 році силами під командуванням Йозефа Тербовена .
Згідно зі статтею Klassekampen за 2014 рік, під час Другої світової війни театр «був вістрям у боротьбі митців проти диктатури». Крім того, через проект будівництва нації деякі речі мали бути приховані. Ставлення також було передано у Тренделазький Театр. У 1948 році актрисою була найнята колишня кінозірка нацистської Німеччини — Кірстен Хайберг .
Норвезький актор, продюсер і театральний режисер Ола Б. Йоганнессен дебютував на сцені Det Norske Teatret у 1961 році і працював у цьому театрі з 1962 по 1970 рік. Він працював директором театру в Тренделазькому Театрі з 1979 по 1994 рік і знову, з 1997 по 2000 рік.
У вересні 1997 року оновлений театр знову відкрився як частина сучасного комплексу, який об'єднав стару залу для глядачів і доповнив чотири нові сцени різних форм і розмірів. Крістіан Селтун — директор театру. У 2010 році він замінив Отто Хомлунга

## Етапи
- Головна сцена (Hovedscenen) — технічні засоби для постановки великих постановок, наприклад мюзиклів.
- Студійна сцена (Studioscenen) — Чорна скринька для сучасної, авангардної та експериментальної драми.
- Стара сцена (Gamlescenen) — Оригінальний театр — це невелике та інтимне приміщення.
- Café Theatre (Theatrecafeen) — Театр, бар, ресторан; місце для невеликих шоу,
- Підвальна сцена (Teaterkjelleren) — зараз використовується в основному для репетицій.